# Püştətala
Püştətala è un comune dell'Azerbaigian situato nel distretto di Balakən. Conta una popolazione di 2 282 abitanti.